# Pirati s Kariba: Cijena slobode
Pirati s Kariba: Cijena slobode (eng. Pirates of the Caribbean: The Price of Freedom) je pustolovni roman vezan za Disneyjevu franšizu Pirati s Kariba. Autorica romana je Ann C. Crispin, a roman je izdan 2011. god. Radnja romana prethodi radnji filma Pirati s Kariba: Prokletstvo Crnog bisera te objašnjava zašto je Jack Sparrow postao piratski kapetan.

## Radnja
Jack Sparrow je dvadesetpetogodišnji časnik Istočnoindijske trgovačke kompanije. Iako mu ponekad nedostaje piratski život na Otoku brodoloma iz njegovih mlađih dana, ne nedostaje mu Teagueova kontrola, i stalna prijetnja vješala. Osim toga, on nema izbora, prekršio je piratski kodeks kada je pomogao prijatelju koji je bio optužen za odmetnuto piratstvo, i više ne može pokazati svoje lice u Uvali brodoloma. Kada Jackov brod bude napadnut od strane pirata i njegov kapetan umre u svađi, Jack se iznenada nađe kao zapovjednik broda. Njegovo lukavstvo u pregovorima s piratskim kapetanom, za kojeg se ispostavi da je žena iz njegove prošlosti, rezultira Jackovim promaknućem u kapetana. Po povratku u luku Calabar, Cutler Beckett daje Jacku brod Wicked Wench. Nakon što izvede nekoliko uspješnih putovanja brodom za Kompaniju, Beckett mu povjerava novi zadatak. Mora pronaći legendarni otok Kerma, i grad Zerzura s labirintom punim blaga. Da bi to uspio, Jack mora zavesti Ayishu, jednu od Beckettovih kućnih robinja, za koju Beckett vjeruje da dolazi s Kerme.

## Likovi
- Jack Sparrow - nekada mladi pirat na Otoku brodoloma, kasnije kapetan trgovačkog broda Wicked Wench.
- Cutler Beckett - direktor Istočnoindijske kompanije za zapadnu Afriku, sa sjedištem u Calabaru.
- Amenirdis - poznata i kao Ayisha, izgubljena princeza s otoka Kerma, Beckettova robinja.
- Esmeralda - poznata i kao Dona Pirata, Piratski vladar Karipskog mora, kapetan broda Venganza, unuka Don Rafaela.
- Christophe-Julien de Rapièr - Francuz, Jackov nekadašnji prijatelj, jedan od odmetnutih pirata, kapetan broda La Vipère.
- Boris "Borya" Palaćnik - Rus, Piratski vladar Kaspijskog mora, vođa odmetnutih pirata, kapetan broda Koldunya.
- Edward Teague - Piratski vladar Madagaskara i čuvar piratskog kodeksa, otac Jacka Sparrowa.
- Robert "Robby" Greene - bivši pirat, Jackov dobar prijatelj i prvi časnik na brodu Wicked Wench.
- Davy Jones - natprirodni vladar mora, kapetan broda Ukleti Holandez.
- Hector Barbossa - pirat, kapetan broda Cobra.
- Don Rafael - Španjolac, Piratski vladar Karipskog mora, kapetan broda Venganza.
- Eduardo Villanueva - Španjolac, Piratski vladar Jadranskog mora.
- Ian Mercer - Škot, Beckettov čovjek za prljave poslove.

## Vanjske poveznice
- Pirati s Kariba: Cijena slobode na Pirati s Kariba Wiki